# Steffen Weng
Steffen Weng (* 1986) ist ein ehemaliger deutscher Basketballspieler.

## Werdegang
Weng rückte 2005 in das Bundesliga-Aufgebot der Walter Tigers Tübingen auf, der 1,92 Meter große Aufbauspieler wurde in der Saison 2005/06 in zwei Bundesliga-Spielen eingesetzt. Er kam überwiegend in Tübingens Regionalliga-Mannschaft zum Zuge.
In der Saison 2006/07 spielte er für den TV Derendingen in der Oberliga. Später wurde Weng als Fotomodell tätig. Basketball spielte er noch im Amateurbereich beim TuS Neukölln (Oberliga).